# Wereldkampioenschap voetbal 2006 (Groep B) Zweden - Engeland
Deze pagina is een subpagina van het artikel Wereldkampioenschap voetbal 2006. Hierin wordt de wedstrijd in de groepsfase in groep B tussen Zweden en Engeland gespeeld op 20 juni 2006 nader uitgelicht.

## Wedstrijdgegevens
| Datum                | 20 juni 2006                      | 20 juni 2006                      |
| Stadion              | RheinEnergieStadion, Keulen       | RheinEnergieStadion, Keulen       |
| Toeschouwers         | 45.000                            | 45.000                            |
| Scheidsrechter       | Massimo Busacca                   | Massimo Busacca                   |
| Assistenten          | Francesco Buragina Matthias Arnet | Francesco Buragina Matthias Arnet |
| Vierde man           | Khalil Al Ghamdi                  | Khalil Al Ghamdi                  |
| Man van de wedstrijd | Joe Cole                          | Joe Cole                          |
|                      | Zweden                            | Engeland                          |
| Doelpunten           | 2                                 | 2                                 |
| Gele kaarten         | 2                                 | 1                                 |
| Rode kaarten         | 0                                 | 0                                 |
| Wissels              | 3                                 | 3                                 |
| Schoten op doel      | 6                                 | 8                                 |
| Schoten naast doel   | 9                                 | 14                                |
| Overtredingen        | 18                                | 13                                |
| Hoekschoppen         | 12                                | 6                                 |
| Buitenspel           | 0                                 | 1                                 |
| Strafschoppen        | 0                                 | 0                                 |
| Balbezit (tijd)      | 00'00"                            | 00'00"                            |
| Balbezit (%)         | 45%                               | 55%                               |

| Zweden | 2 – 2           | Engeland |
| Marcus Allbäck 51' Henrik Larsson 90' | goals (assists) | 34' Joe Cole 85' Steven Gerrard |
| Lars Lagerbäck | bondscoach      | Sven-Göran Eriksson |
| Andreas Isaksson Niclas Alexandersson Olof Mellberg Teddy Lucic Erik Edman Mattias Jonson 54' Tobias Linderoth 91' Kim Källström Fredrik Ljungberg Marcus Allbäck 75' Henrik Larsson | opstellingen    | Paul Robinson Jamie Carragher 56' Rio Ferdinand John Terry Ashley Cole David Beckham Frank Lampard Owen Hargreaves Joe Cole 69' Wayne Rooney 4' Michael Owen |
| Christian Wilhelmsson 54' Johan Elmander 75' Daniel Andersson 91' | wissels         | 4' Peter Crouch 56' Sol Campbell 69' Steven Gerrard |
| Niclas Alexandersson 83' Fredrik Ljungberg 87' | gele kaarten    | 76' Owen Hargreaves |
| | rode kaarten    | |

## Nabeschouwing
- Het Zweedse doelpunt van Marcus Allbäck was de 2000e treffer in de geschiedenis van het WK voetbal. De Fransman Lucien Laurent maakte op het WK in 1930 het eerste doelpunt op een wereldkampioenschap. Rob Rensenbrink scoorde op het WK in 1978 de 1000e goal.
- De wissel van Michael Owen was de snelste wissel ooit op een WK. Al na vier minuten moest de spits worden vervangen door Peter Crouch vanwege een blessure. Dat is een evenaring van het WK 1998, toen Alessandro Nesta ook al na vier minuten naar de kant moest in het duel Italië - Oostenrijk

## Overzicht van wedstrijden
| Groepswedstrijden | | | |
| Groep A | Groep B | Groep C | Groep D |
| Duitsland - Costa Rica Polen - Ecuador Duitsland - Polen Ecuador - Costa Rica Ecuador - Duitsland Costa Rica - Polen             | Engeland - Paraguay Trinidad en Tobago - Zweden Engeland - Trinidad en Tobago Zweden - Paraguay Zweden - Engeland Paraguay - Trinidad en Tobago | Argentinië - Ivoorkust Servië en Montenegro - Nederland Argentinië - Servië en Montenegro Nederland - Ivoorkust Nederland - Argentinië Ivoorkust - Servië en Montenegro | Mexico - Iran Angola - Portugal Mexico - Angola Portugal - Iran Portugal - Mexico Iran - Angola                               |
| Groep E | Groep F | Groep G | Groep H |
| Italië - Ghana Verenigde Staten - Tsjechië Italië - Verenigde Staten Tsjechië - Ghana Tsjechië - Italië Ghana - Verenigde Staten | Australië - Japan Brazilië - Kroatië Brazilië - Australië Japan - Kroatië Japan - Brazilië Kroatië - Australië                                  | Frankrijk - Zwitserland Zuid-Korea - Togo Frankrijk - Zuid-Korea Togo - Zwitserland Togo - Frankrijk Zwitserland - Zuid-Korea                                           | Spanje - Oekraïne Tunesië - Saoedi-Arabië Spanje - Tunesië Saoedi-Arabië - Oekraïne Saoedi-Arabië - Spanje Oekraïne - Tunesië |
| Achtste finales | | | |
| Duitsland - Zweden Argentinië - Mexico                                                                                           | Italië - Australië Zwitserland - Oekraïne | Engeland - Ecuador Portugal - Nederland | Brazilië - Ghana Spanje - Frankrijk                                                                                           |
| Kwartfinales | | | |
| Duitsland - Argentinië | Italië - Oekraïne | Engeland - Portugal | Brazilië - Frankrijk |
| Halve finales | | | |
| Duitsland - Italië | Duitsland - Italië | Portugal - Frankrijk | Portugal - Frankrijk |
| Troostfinale | | | |
| Duitsland - Portugal | | | |
| Finale | | | |
| Italië - Frankrijk | | | |